# Lac d'Esparron
Le lac d'Esparron est une retenue artificielle française, mise en eau en 1967 à la suite de la construction du barrage de Gréoux sur le cours de la rivière Verdon. Il est situé près du village d'Esparron-de-Verdon dans le département des Alpes-de-Haute-Provence, à la limite du Var, en région Provence-Alpes-Côte d'Azur.

## Géographie
Dernière retenue (plus aval) des cinq établies sur le Verdon depuis 1963, le lac d'Esparron est le troisième par sa superficie après le lac de Sainte-Croix et le lac de Castillon. Sa mise en eau a inondé toute la plaine que surplombait le village, faisant monter le niveau de la rivière jusqu'à 8 kilomètres en amont du lac, dans les Basses Gorges, jusqu'à Quinson. Ceci a eu pour conséquence de couper l'ancienne route menant à Saint-Julien dans le département du Var et d'engloutir le pont, seul édifice humain noyé au fond de ce lac.
La profondeur maximale de 55 m se mesure à l'aplomb du barrage.
Le lac d'Esparron est un important centre de tourisme estival, fréquenté pour les loisirs aquatiques et pour la pêche (catégorie 2). Comme sur l'ensemble des eaux du Verdon, l'utilisation d'embarcations à moteur est interdite, laissant libre cours aux bateaux électriques et à la pratique de la voile.
Sur la rive faisant face au village d'Esparron-de-Verdon se trouvent les vestiges de l'ancien canal du Verdon. Creusé sous Napoléon III par plus de 500 bagnards, il longeait la rivière depuis Quinson afin d'alimenter le bassin d'Aix-en-Provence.
Sur cette même rive, à proximité de la Plage de St-Julien, se trouve la première des deux imposantes prises d'eau qui participent à l'alimentation du canal de Provence. L'eau passe ensuite par la Galerie des Maurras et d'autres galeries et canaux ouverts pour rejoindre le Canal de Provence près de Rians.

## Le lac d'Esparron et le cinéma
En 2015, le lac sert de décor à certaines scènes de la série télévisée Le Mystère du lac.

## Galerie photographique

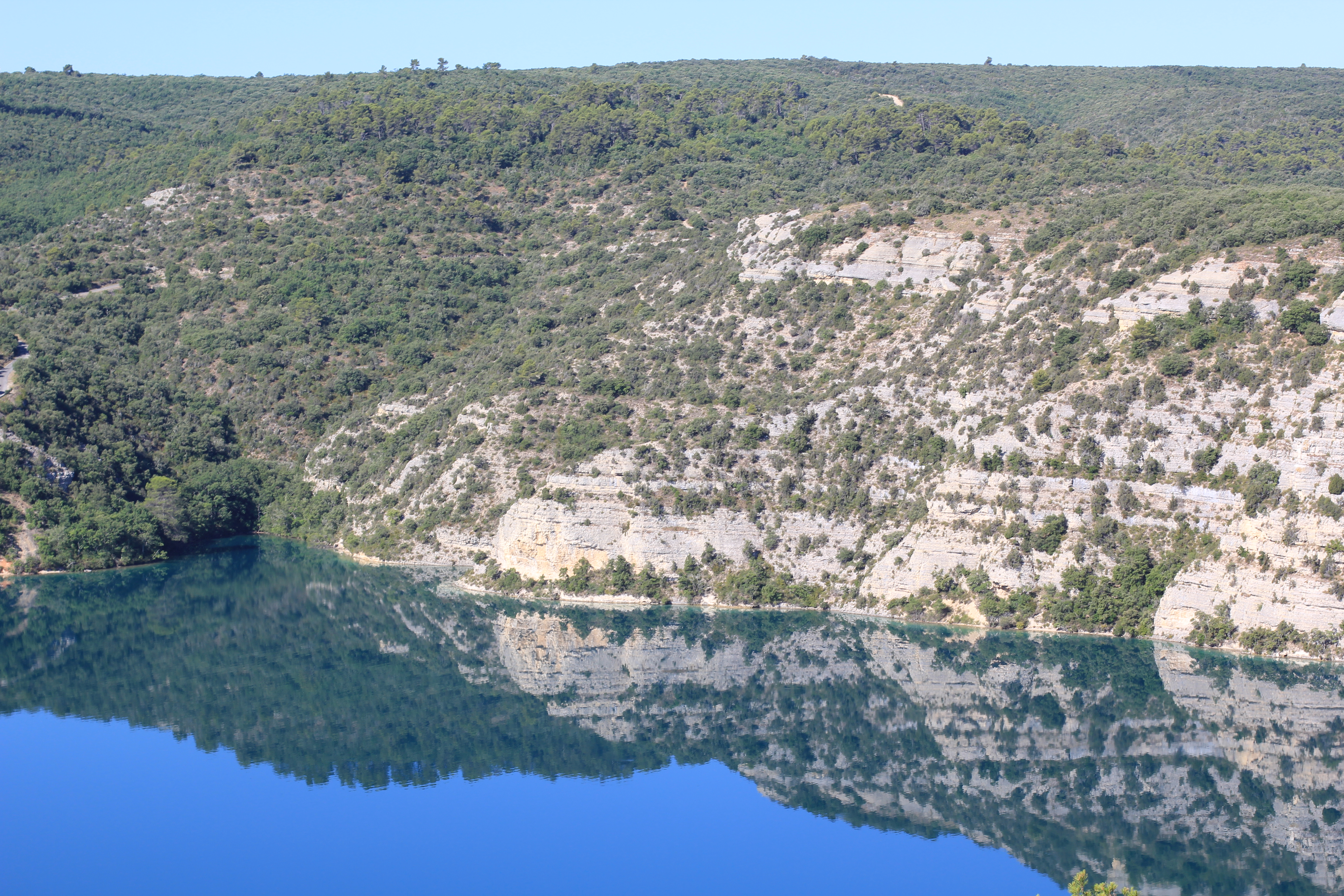
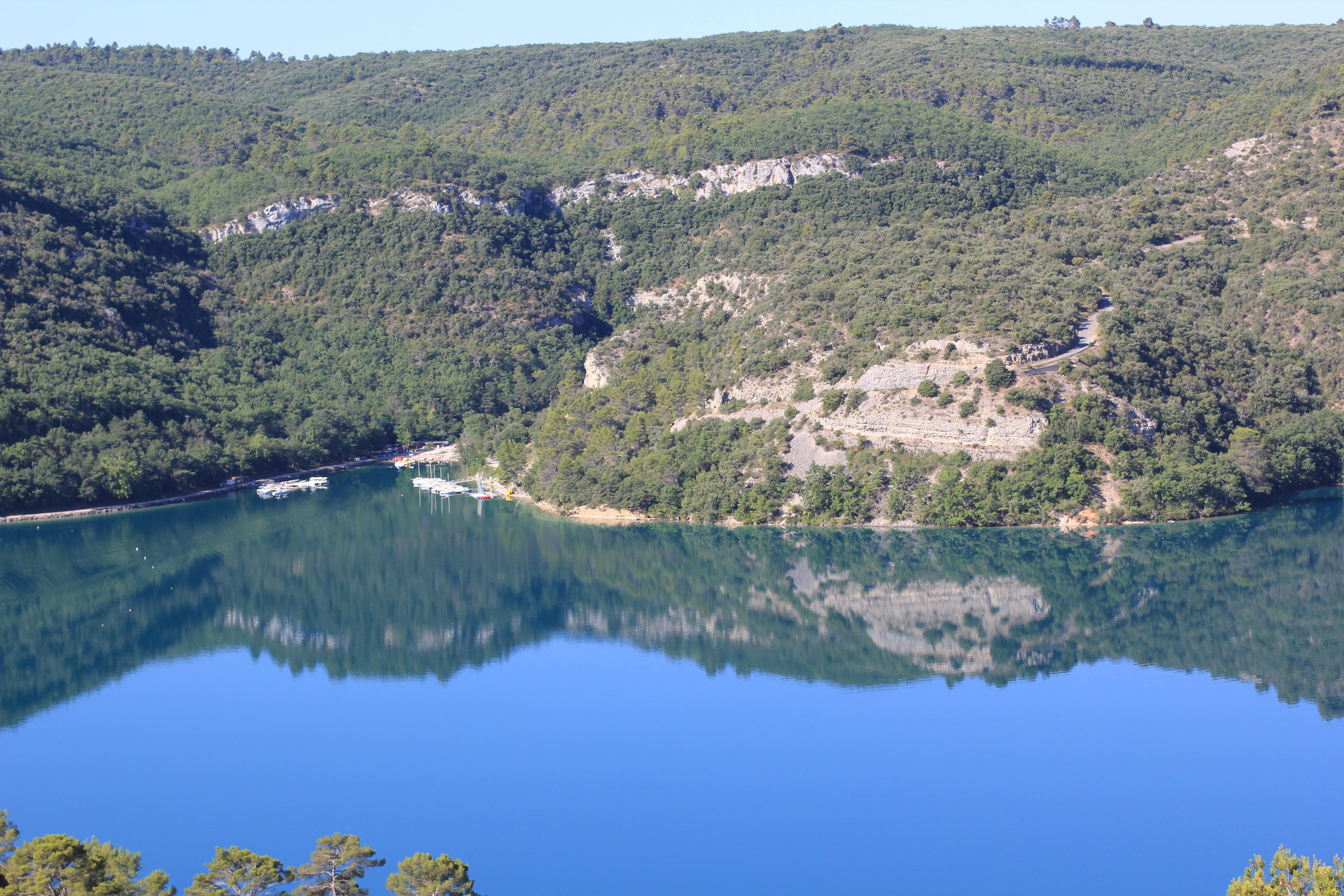
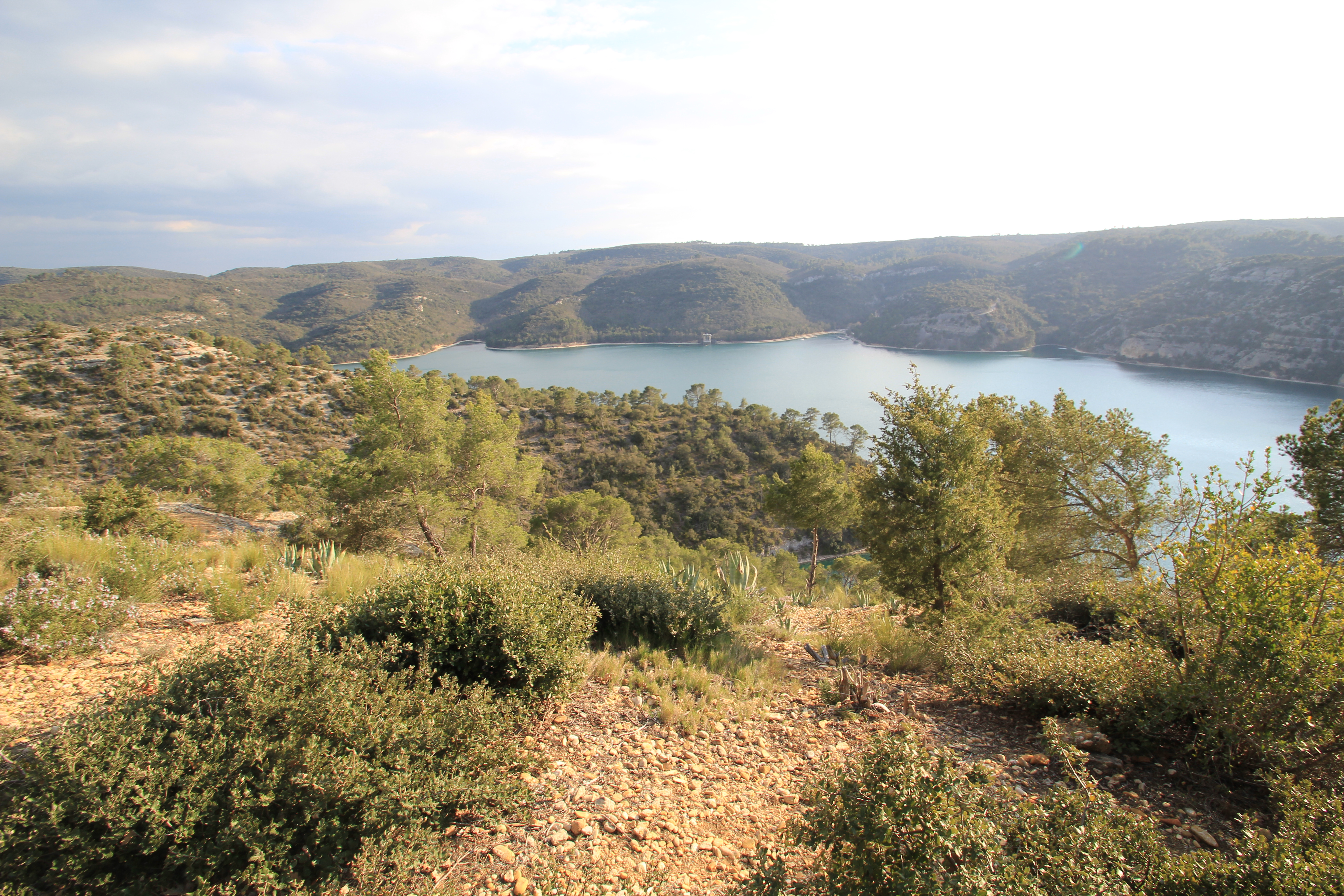
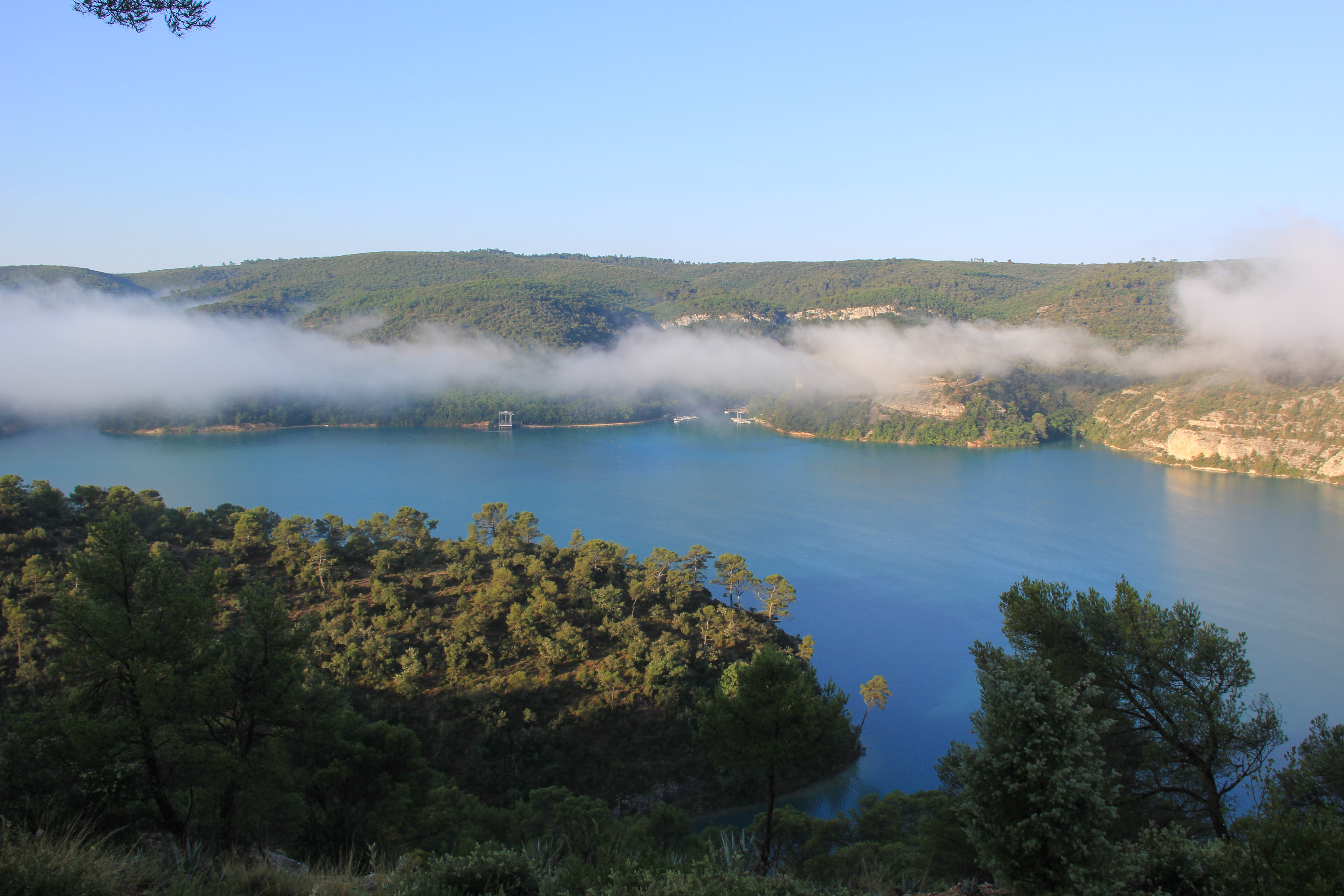
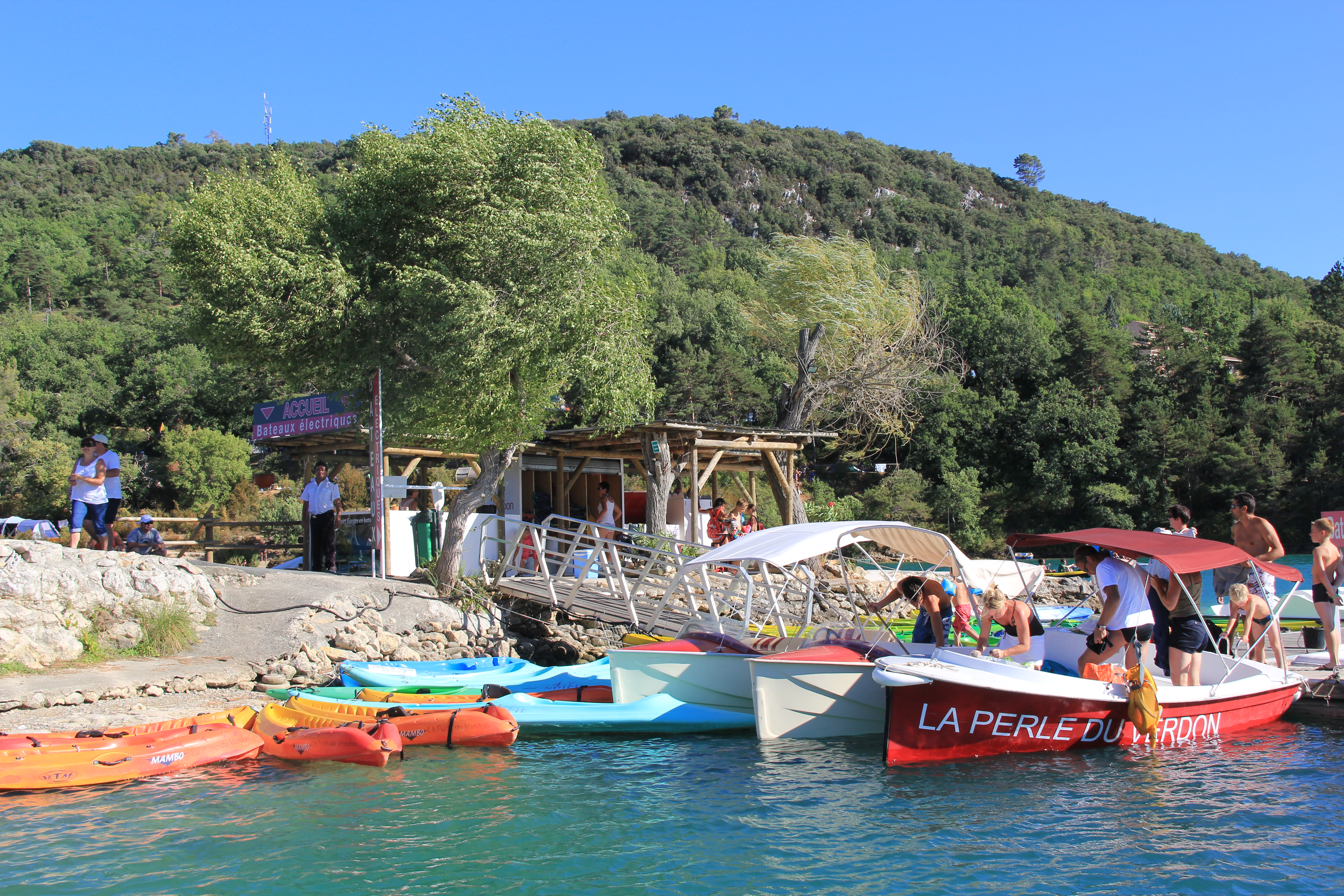
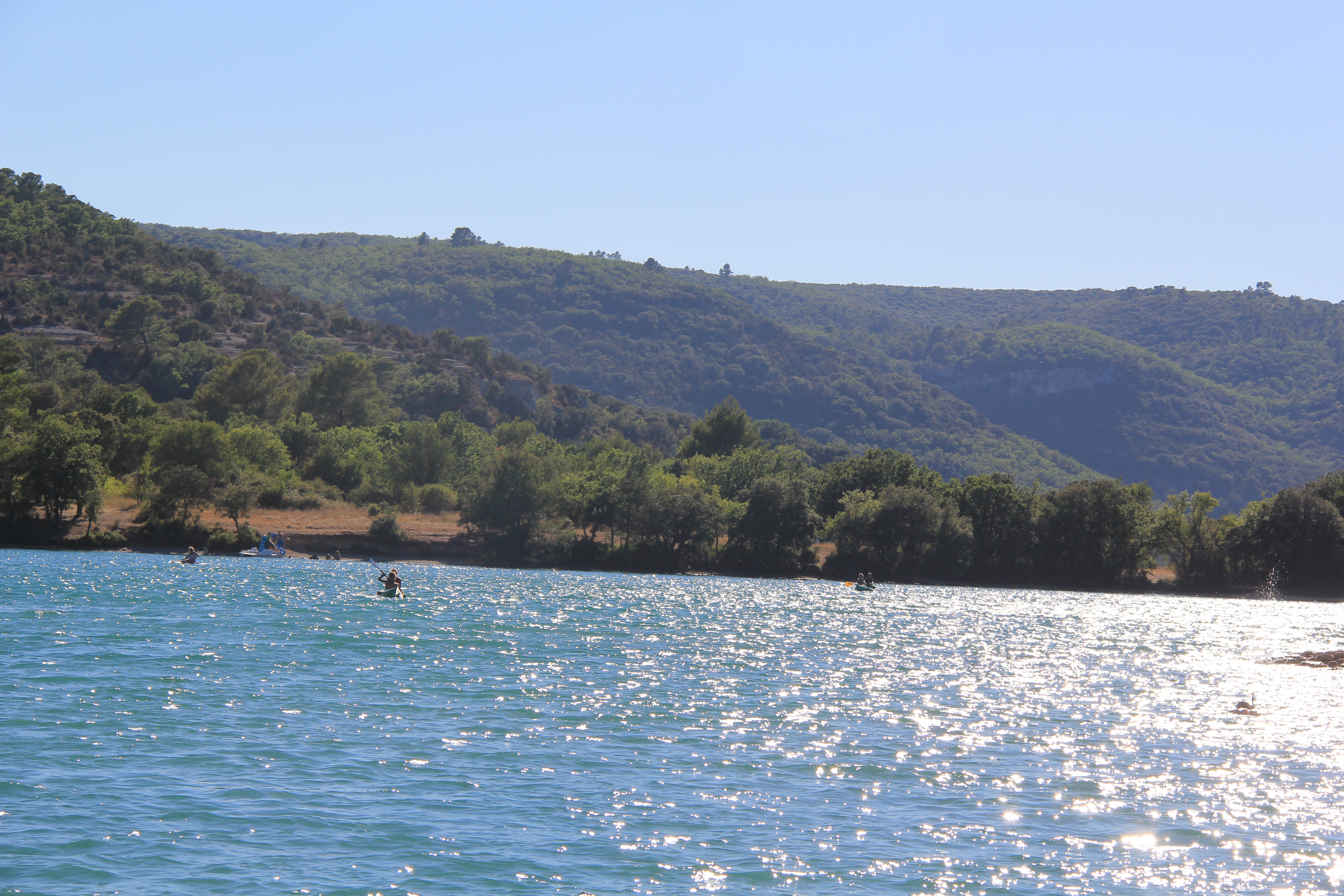
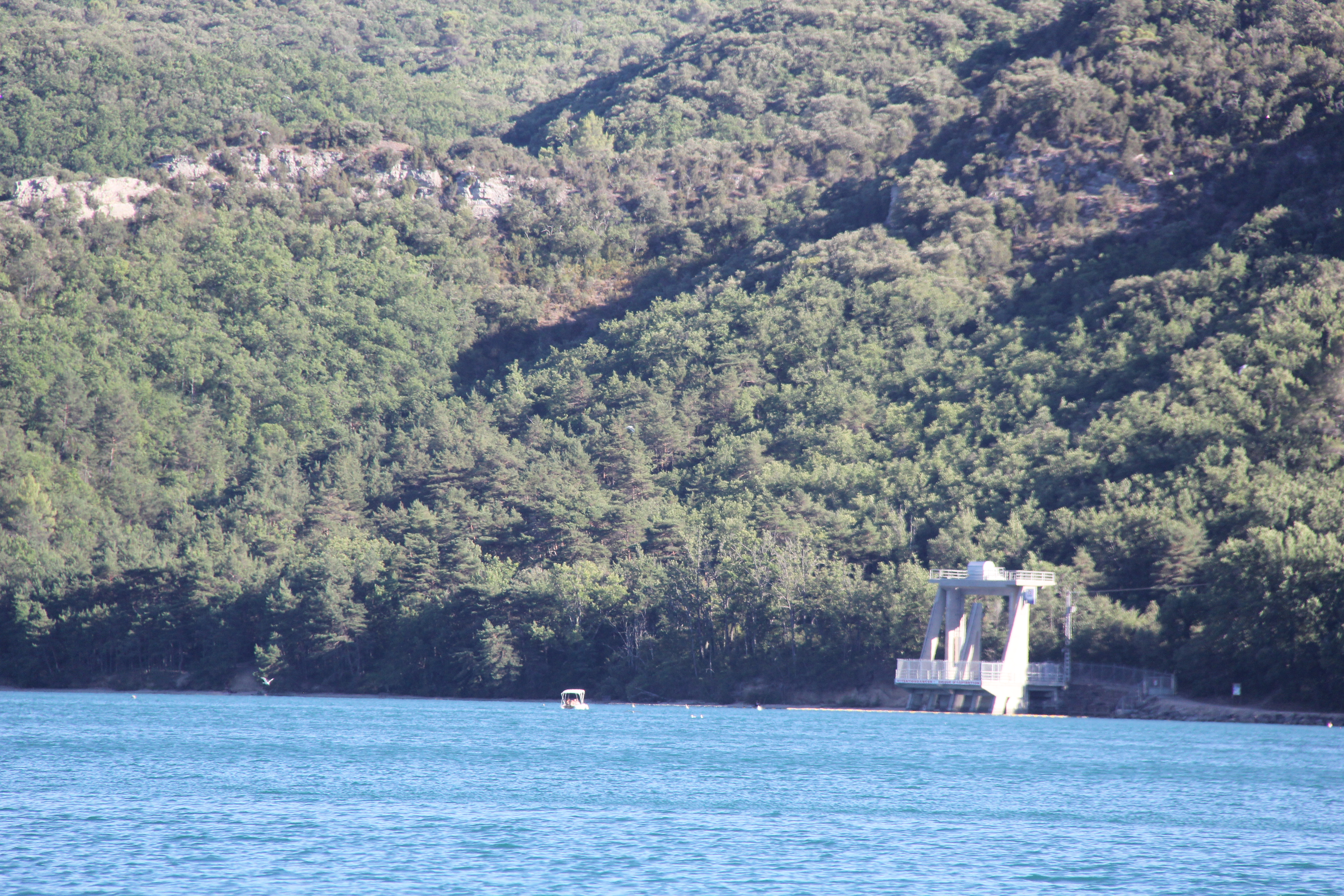
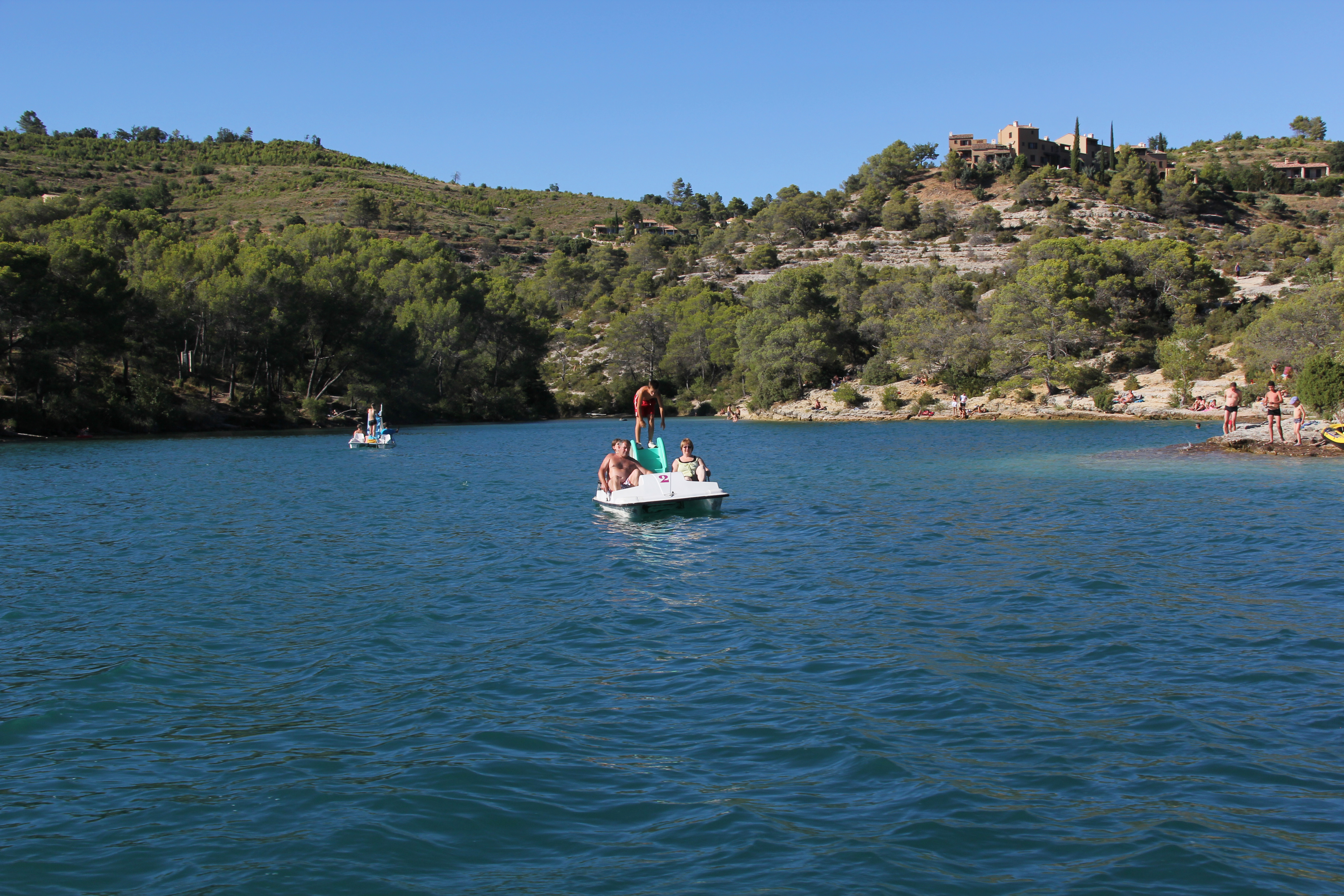
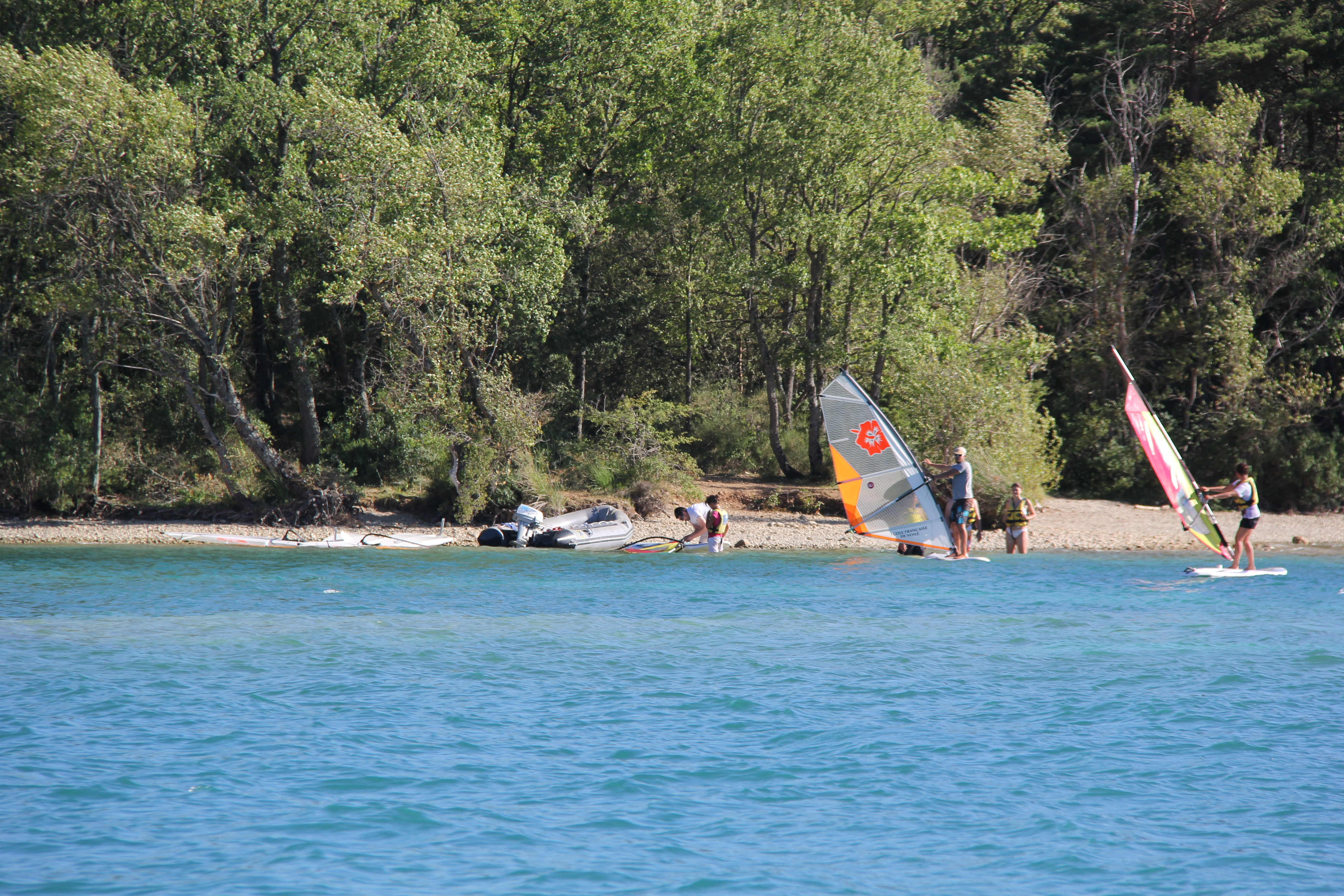
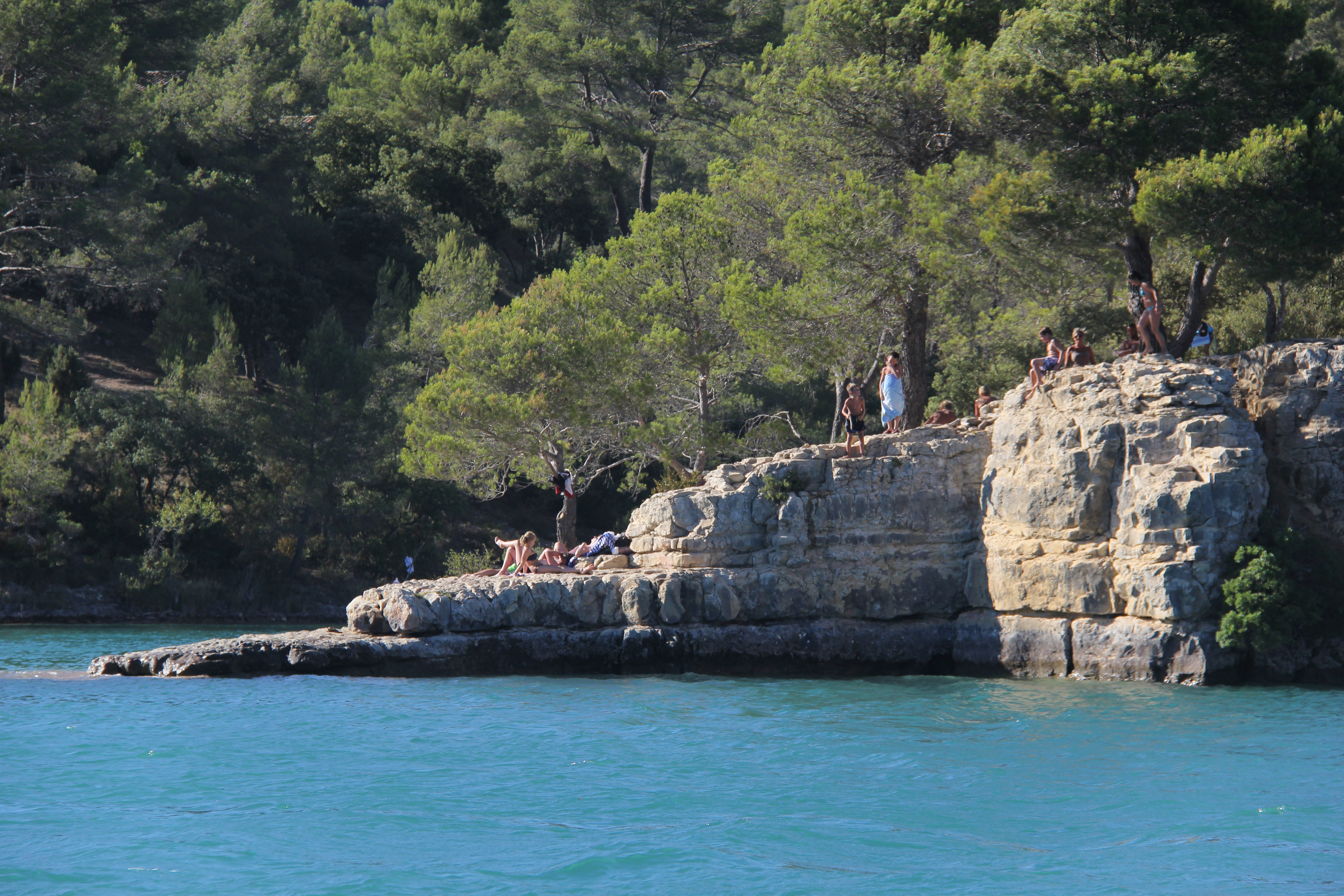
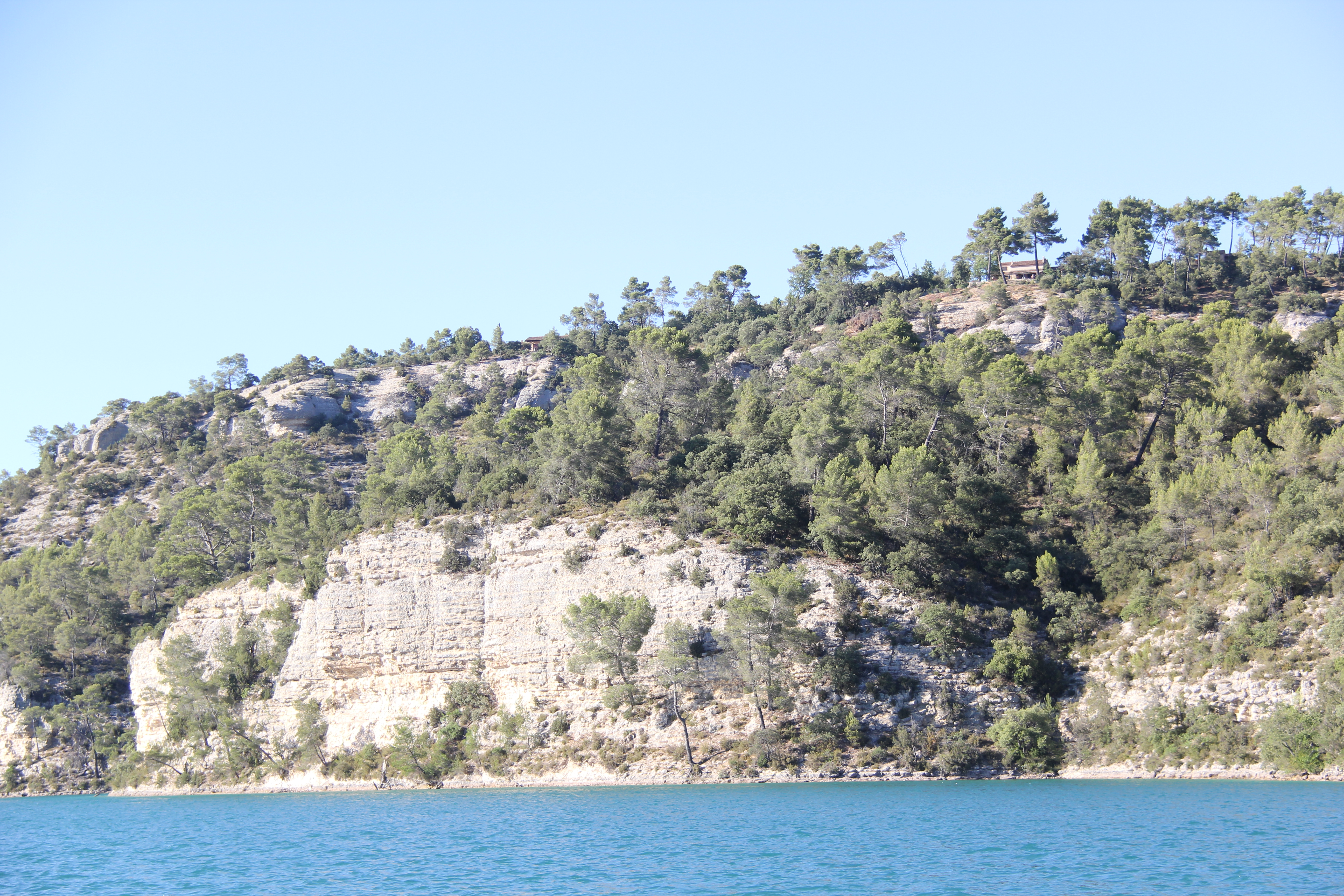
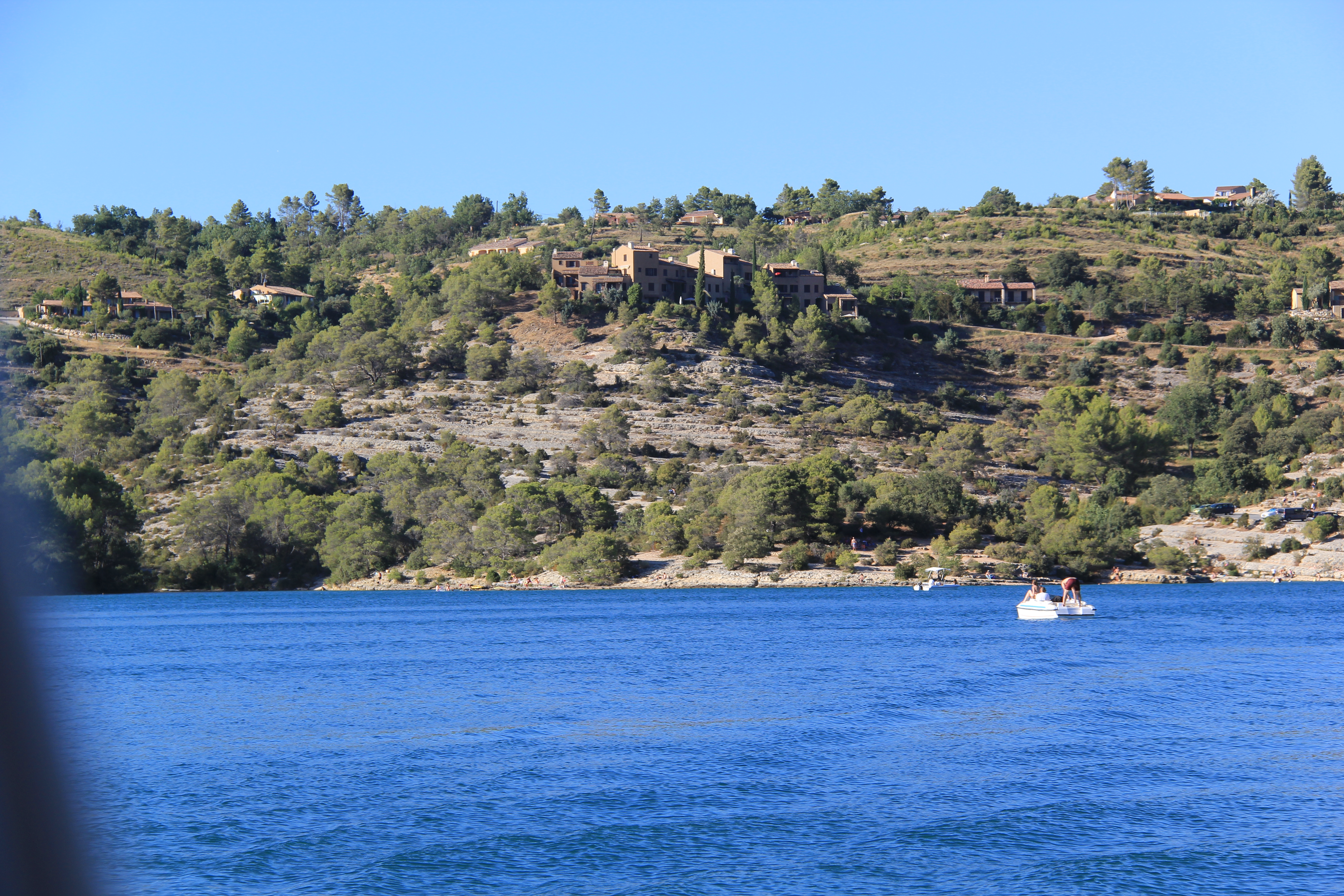
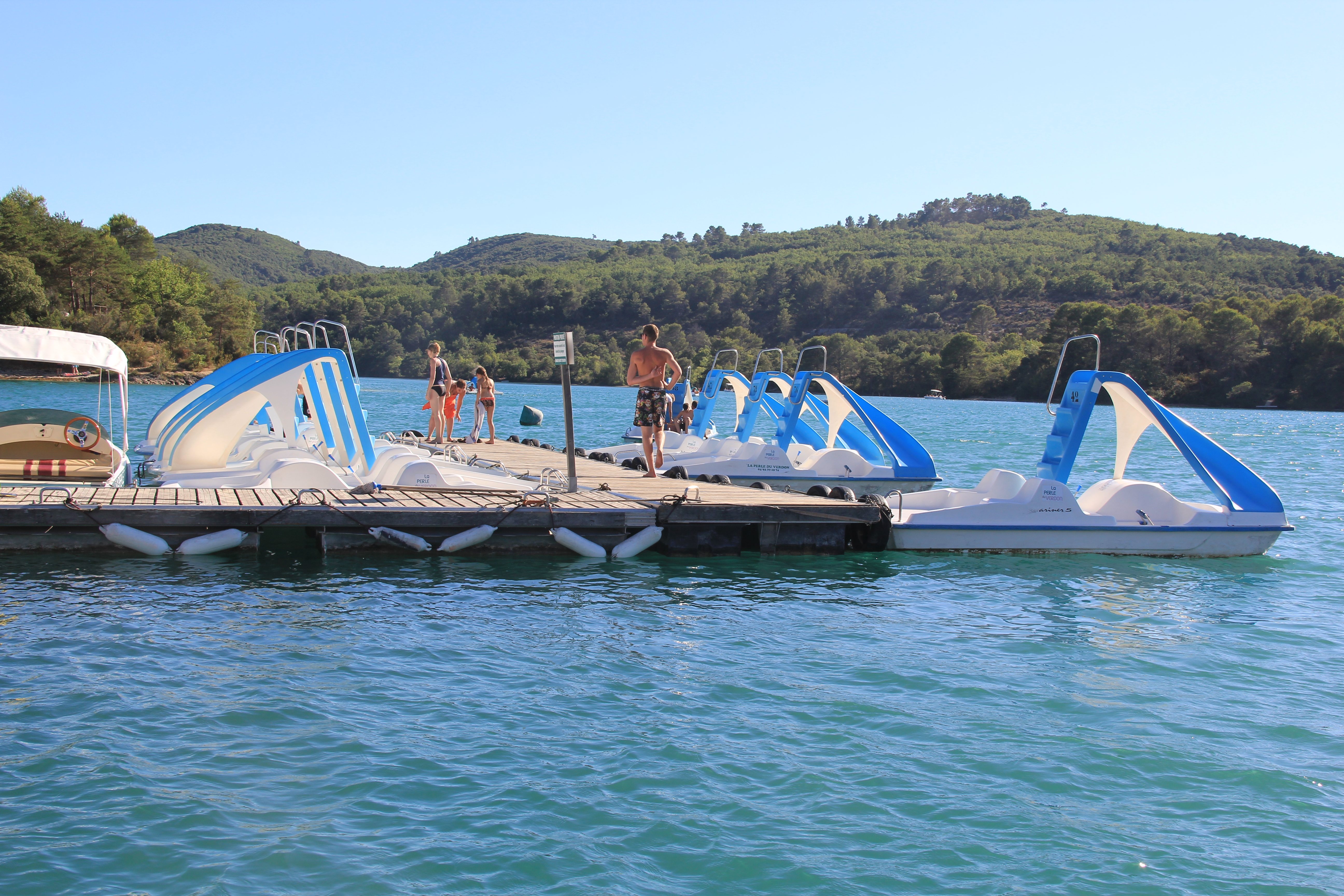

## Sources
- Lac d'Esparron-de-Verdon, Esparron-de-Verdon